# Fire sange til tekster af Gustav Frøding og Nils-Magnus Folcke
Fire sange til tekster af Gustav Frøding og Nils-Magnus Folcke (Noors voor Vier liederen op teksten van Gustav Fröding en Nils-Magnus Folcke) is een verzameling liederen van Eyvind Alnæs. Alnæs wendde zich met deze bundel opnieuw naar gedichten van Zweedse schrijvers. Eerder schreef hij Tre svenske digte af Gustav Frøding og E.A. Karlfeldt. De liederen werden dit keer door de Deense muziekuitgeverij Edition Wilhelm Hansen uitgegeven. Eerder drukte een Zweedse uitgever ze.
De vier liederen zijn:
1. En visa till Karin, när hon hade dansat (ur Kung Eriks visor)  (Fröding);
2. En vis til Karin ur fängelset (ur Kung Eriks visor) (Fröding)
3. Du döda (Vid en ung arbeterskas dödsbädd) (Folcke)
4. En sommarmelodi (Folcke)